# Burgkapelle St. Laurentius (Wolfsegg)

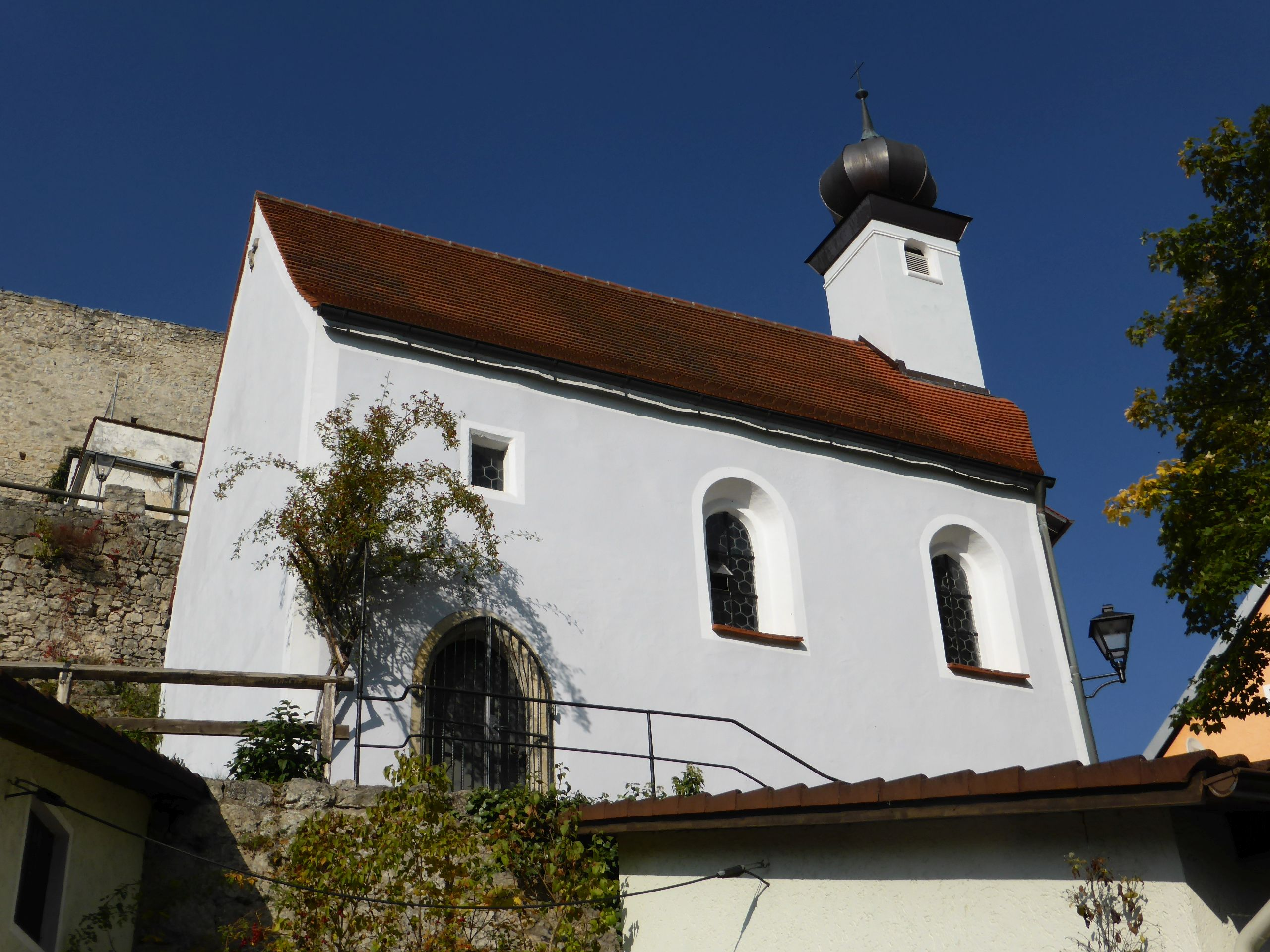
Burgkapelle St. Laurentius von Wolfsegg

Die römisch-katholische Burgkapelle St. Laurentius liegt in der Gemeinde Wolfsegg im Oberpfälzer Landkreis Regensburg von Bayern (Kapellenweg 3).

## Geschichte
Die ehemalige Burgkapelle St. Laurentius stammt aus dem 14. Jahrhundert. 1508 erscheint sie in den Archivalien als Marienkapelle, ebenso noch 1665. Diese Dedikation ist für eine Burgkapelle sehr ungewöhnlich. 1723 firmiert sie erstmals als Laurentiuskapelle. Umbauten erfolgten in der ersten Hälfte des 18. Jahrhunderts.
Die Kapelle war die einzige Kirche in Wolfsegg, bis 1935/36 die Pfarrkirche Wolfsegg errichtet wurde.

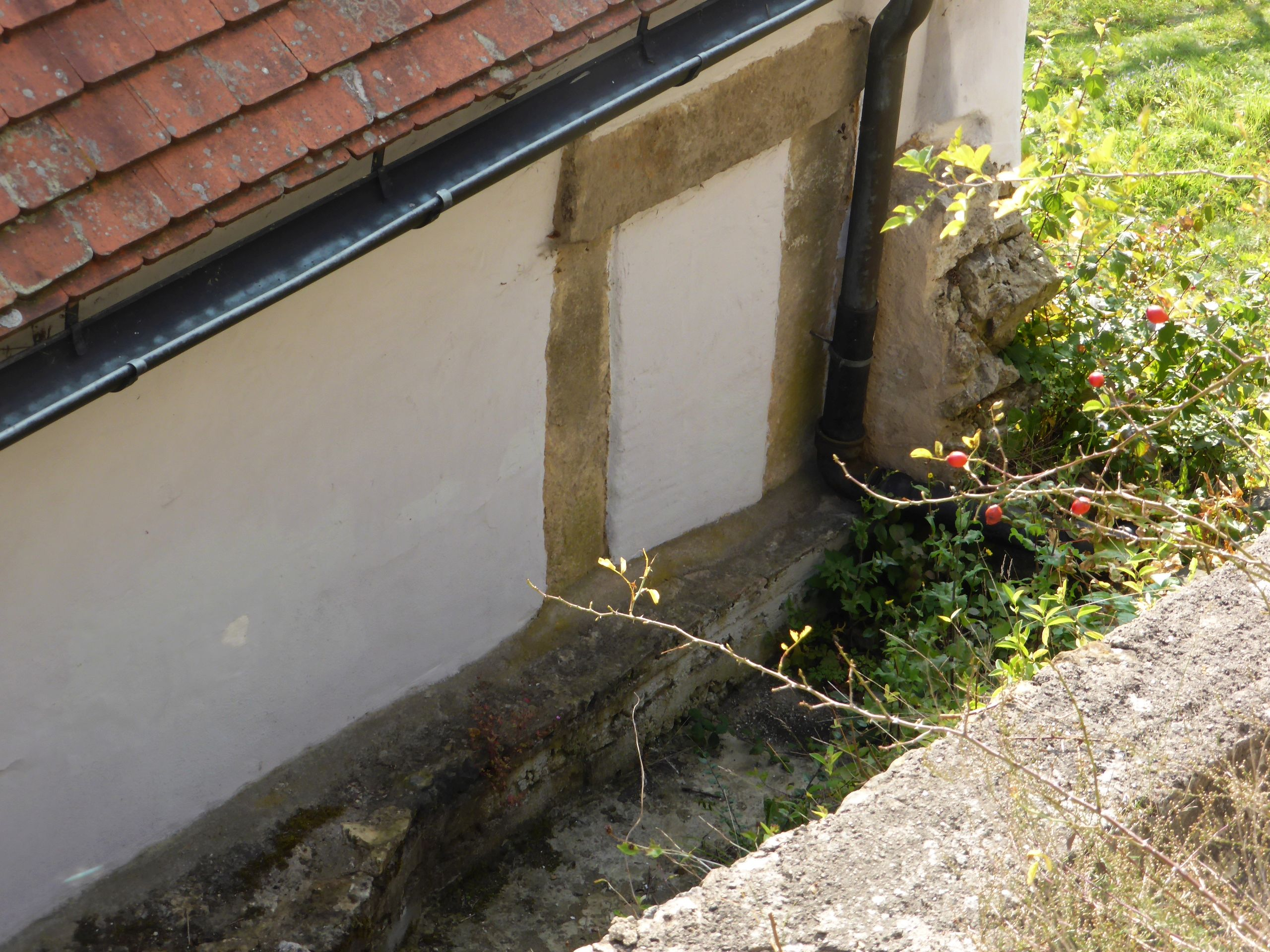
Vermauerter Kapellenzugang von der Burg Wolfsegg aus

## Baulichkeit und Ausstattung
Die ehemalige Burgkapelle steht auf gewachsenem Felsen am Südhang des Burgfelsens außerhalb der Burgmauern der Burg Wolfsegg. Die Kirche ist ein einschiffiger Saalbau mit Satteldach, einem verschindelten Dachreiter mit barocker Zwiebelhaube und einem dreiseitigen Schluss. Über eine kleine Pforte in der Zwingmauer konnte sie von der Burg aus zur Herrschaftsempore betreten werden. Die Emporetüre ist heute noch waagrecht überdeckt.
Die beiden südseitigen Rundbogenfenster sind später ausgebrochen worden. An der Westseite befindet sich ein vermauertes schießschartenartiges Spitzbogenfenster. Der Zugang zur Kirche erfolgt von der Südseite.
Der Altar mit vier gewundenen Säulen stammt aus der Zeit um 1700. In der Kirche sind Holzfiguren des Hl. Sebastian und des Hl. Laurentius aufgestellt. Die Glocke stammt von 1798.